# یوتا ساساکی
یوتا ساساکی (ژاپنی: 佐々木 祐太؛ زادهٔ ۱۰ فوریهٔ ۱۹۹۶) یک بازیکن فوتبال اهل ژاپن است.
از باشگاه‌هایی که در آن بازی کرده‌است می‌توان به باشگاه فوتبال ایواته گرولا موریوکا اشاره کرد.